# Árpádföldi Rögbiklub
Az Árpádföldi Rögbiklub egy magyar rögbicsapat volt.

## Története
Az 1970-es fellendülés egyik csapata. Az első újkori mérkőzést is ők játszották: Árpádföldi Rögbiklub – Vörösmarty Gimnázium 25:21.
1971-ben a Concorde Toulouse francia rögbicsapat Magyarországon turnézott, és egy-egy mérkőzést játszott az MTK-val és az Árpádfölddel. 1972-ben, Carlo Passalacqua távozása után csak az MTK, az Építők és az Árpádföld működött tovább. Ez a magyar rögbi működésének "Három Kupás" időszaka. A csapatok kupa rendszerben küzdöttek az Építők, az MTK és a OKISZ Kupáért.
1973: Árpádföldi Rögbiklub – Lokomotivá Ostrava junior 35-10. Valószínűleg az első magyar győzelem külföldi csapat ellen.
1979 tavaszán a BEAC-pályán MTK – Árpádföldi Rögbiklub-mérkőzés, amelynek neve Canada Kupa volt (Árpádföld nyert).